# Lomariopsis raciborskii
Lomariopsis raciborskii là một loài thực vật có mạch trong họ Lomariopsidaceae. Loài này được (C. Chr.) Holttum mô tả khoa học đầu tiên năm 1932.